# Балле, Рене
Рене Балле (фр. René Ballet, 16 августа 1928, Сент-Этьен — 1 января 2017, Ванв) — французский журналист, писатель и эссеист. Коммунист, был международным корреспондентом «L’Humanité». Автор 14 романов и 35 эссе, многие из которых посвящены Роже Вайяну.

## Ранние годы
Рене Балле родился в 1928 году в Сент-Этьене, Франция. Вырос в Гренобле, где получил степень бакалавра права в Гренобльском университете.
Во время Второй мировой войны Балле присоединился к французскому Сопротивлению.

## Карьера
Балле вступил во Французскую коммунистическую партию в Ванве под Парижем в 1960-х годах. Он начал свою карьеру в качестве государственного служащего в Париже в 1961 году, сначала в сфере финансов, а затем в сфере национального образования.
Балле стал журналистом и в основном писал для автомобильной прессы. Он также появился на телевидении в качестве помощника. Затем он стал главным редактором франко-швейцарского журнала Constellation. С 1971 по 1978 год работал менеджером по коммуникациям в Fiat S.p.A.. Он стал международным корреспондентом коммунистической газеты L’Humanité и её воскресного выпуска L’Humanité Dimanche в 1978 году.

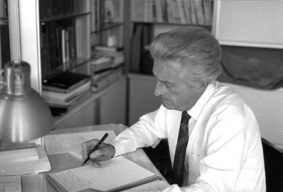
Рене Балле пишет за своим столом, 2015 год

Балле — автор 14 романов и 35 эссе. Он опубликовал свой первый роман Echec et Mat в 1960 году. Его роман 1986 года, L’organidrame, был отобран для Гонкуровской премии, однако её в этом году присудили Мишелю Осту за Valet de nuit («Ночной слуга»). Его роман 1994 года L’hôtel des deux gares был о коллаборационисте в Париже во время Второй мировой войны. Роман 2002 года Retour à Santopal был основан на его карьере корреспондента при Аугусто Пиночете в Чили. Балле также опубликовал исследование о творчестве Роже Вайяна. Он также был соучредителем и вице-президентом ассоциации Roger Vailland в 1995 году. Кроме того, он входил в редакцию Cahiers Roger Vailland.
Балле был соучредителем издательства Le Temps des Cerises в 1993 году. Он был главным редактором-основателем La Revue Commune в 1996 году. Он стал почётным гражданином Ванва в 2004 году.
Умер 2 января 2017 года в возрасте 88 лет.

## Личная жизнь
Балле был женат на Симоне Балле, профессоре экономики и права Парижского университета Декарта. Они жили в Париже, Ницце и Ла-Шапель-Фортен. Супруги ежегодно посещали Праздник Юманите.

## Избранные труды

### Романы
- Ballet, René. Échec et mat. — Paris : Gallimard, 1960.
- Ballet, René. Les jours commencent à l'aube. — Paris : Gallimard, 1961.
- Ballet, René. L'inutile retour. — Paris : Gallimard, 1962.
- Ballet, René. Dérive. — Paris : Calmann Levy, 1972.
- Ballet, Rene. Une petite ville sans mémoire. — Paris : Temps actuels, 1984. — ISBN 9782209055647.
- Ballet, René. L'Organidrame. — Paris : Messidor, 1986. — ISBN 9782209058228.
- Ballet, René. Des usines et des hommes. — Paris : Messidor, 1987. — ISBN 9782209059409.
- Ballet, René. Soleil froid. — Paris : Messidor, 1989. — ISBN 9782209061822.
- Ballet, René. Le domaine du bout de l'île. — Paris : Temps actuels, 1992. — ISBN 9782209066612.
- Ballet, Rene. L'hôtel des deux gares. — Pantin : Le Temps des Cerises, 1994. — ISBN 9782841090143.
- Ballet, René. La Manipulation. — Pantin : Le Temps des Cerises, 1996. — ISBN 9782841090709.
- Ballet, René. Lettres texanes. — Paris : Messidor, 1999. — ISBN 9782209063307.
- Ballet, René. Retour à Santopal. — Pantin : Le Temps des cerises, 2002. — ISBN 9782841093618.
- Ballet, René. Soldes d'été au Lüger. — Pantin : Le Temps des cerises, 2010. — ISBN 9782841098545.

### Нон-фикшн
- Ballet, René. Roger Vailland / René Ballet, Elisabeth Vailland. — Paris : Éditions Seghers, 1973.
- Ballet, René. Bourges : une affaire de cœur. — Paris : Messidor, 1985. — ISBN 9782209056972.
- Ballet, René. Montluçon: bâtir la vie. — Paris : Messidor, 1988. — ISBN 9782209060931.
- Ballet, René. Auteurs sur la ville : essai-roman. — Rouen : Médianes, 1991. — ISBN 9782908345100.
- Ballet, René. La boîte noire. — Pantin : Le Temps des Cerises, 1997. — ISBN 9782841090921.
- Ballet, René. Le Réalisme socialiste : ce bel inconnu / René Ballet, Christian Petr. — Pantin : Revue Commune, 1999. — ISBN 9782841092109.
- Ballet, René. Reporter de l'interdit. — Pantin : Le Temps des Cerises, 2003. — ISBN 9782841093830.
- Ballet, René. Cocktail au curare : à consommer avec précaution, peut nuire à la quiétude et au sens moral. — Pantin : Le Temps des Cerises, 2007. — ISBN 9782841096701.